# 中島安里紗
中島 安里紗（なかじま ありさ、1989年4月6日 - ）は、日本の元女子プロレスラー

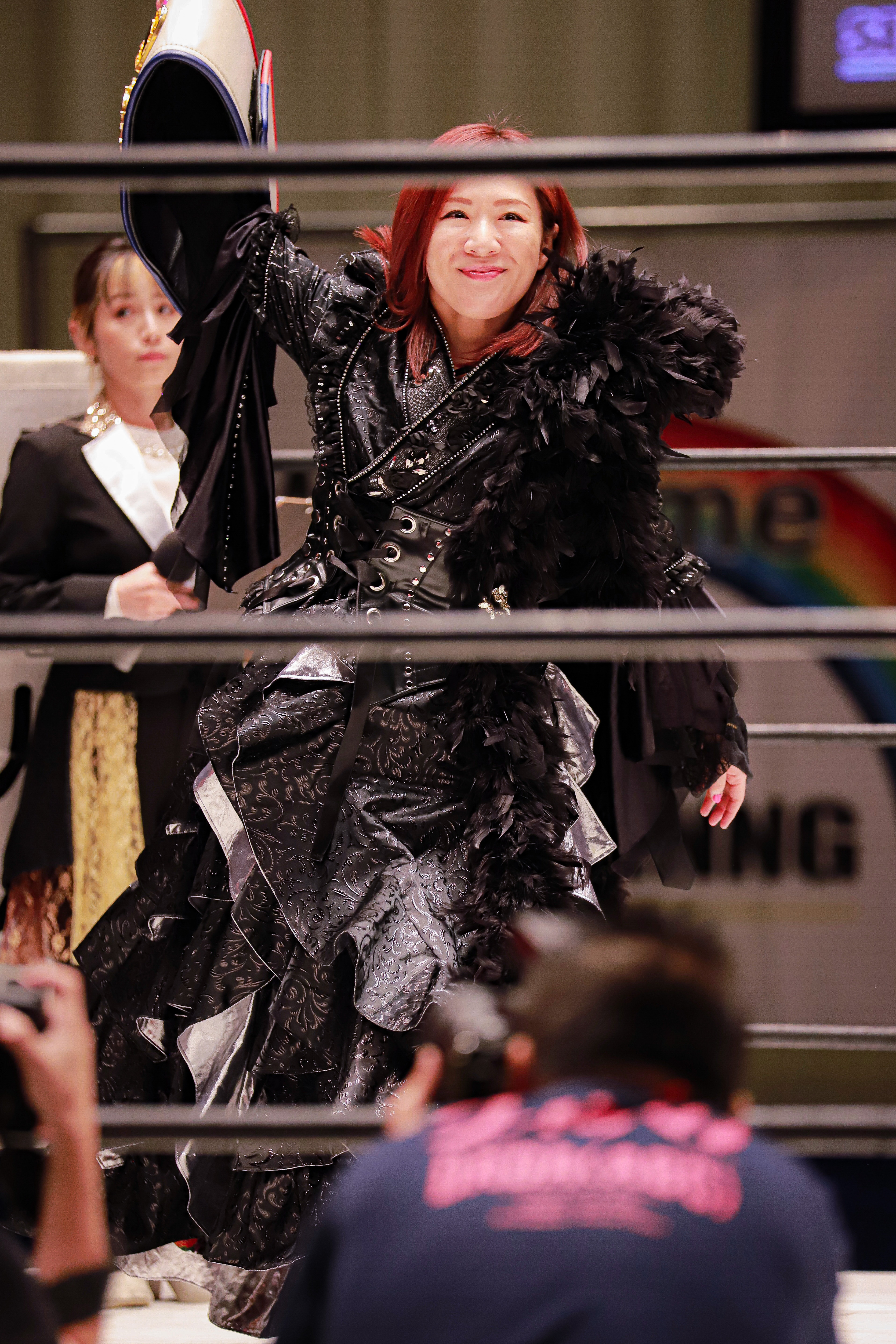
2023.08.25 SEAdLINNNG 後楽園ホール 中島安里紗選手

## 所属
- メジャー女子プロレスAtoZ（2005年 - 2006年）
- フリーランス（2006年、2016年 -2024 ）
- JWP女子プロレス（2006年 - 2009年、2011年 - 2016年）
- SEAdLINNNG（2017年 - 2024年）

## 経歴
中学二年時に当時新日本プロレス所属の金本浩二に憧れプロレスラーを志す。
2005年
- メジャー女子プロレスAtoZに入団。

2006年
- 1月3日 「ONLY ONE（KOプロダクション主催興行）」後楽園ホール大会の対水沼美加戦でデビュー。
- 5月3日 後楽園ホール大会を最後にAtoZは活動停止となった。

以後フリーとして阿部幸江と共に、JWPを主戦場に活動していたが、8月6日、阿部と共にJWP所属となった。
- 12月24日 JWP後楽園ホール大会において、希月あおい（我闘姑娘）を初公開のキューティースペシャルで下し、渡辺えりかの引退で空位となっていたJWPジュニア王座を獲得。

2007年
- 6月17日 格闘美興行において、浦井百合（ガッツワールド）、松本浩代（エスオベーション）との巴戦を制し、第2回「LEAGUE PRINCESS」に優勝すると共に、空位となっていたPOP王座を獲得しジュニア二冠王となった。
- 11月18日 仙女・Zepp Sendai大会において、ティラノサウルス奥田に敗れ二冠王座を失う。

2008年
- 5月4日 ハードコアレディース桂スタジオ大会において、自身初となる有刺鉄線ボードデスマッチに挑戦するも、尾崎魔弓（OZアカデミー）・バンビ(KAIENTAI DOJO)組に敗戦（パートナーは永島千佳世（OZアカデミー））。
- 6月4日 JWP大阪アゼリア大正大会において、奥田のJWPジュニア&POP王座4度目の防衛に挑戦、キューティースペシャルで勝利。第15代JWPジュニア、第5代POP王者に返り咲く。
- 10月12日 JWP新宿FACE大会において、水波綾（仙女）とジュニア二冠選手権試合。ダイビングフットスタンプからの片エビ固めで王座防衛。
- 12月21日、息吹・後楽園ホール大会、松本浩代とのジュニア二冠選手権試合。ライガーボムで王座陥落。

2009年
- 4月19日博多大会以降、体調不良を理由に長期欠場。
- 6月2日、5月31日付けで退団・引退したことを発表。

2011年
- 12月23日の後楽園ホール大会に来場し、再入団と、練習生からスタートし復帰を目指していることを発表。

2012年
- 4月22日の後楽園ホール大会で復帰。阿部幸江と組み、元同期中森華子&大畠美咲（フリー）と対戦も中森のデスティニーハンマーを食らい敗戦[1]。
- 5月20日、横浜にぎわい座大会、勝愛実とのタッグで再デビュー後の初勝利を挙げる。
- 6月17日、東京キネマ倶楽部大会で、さくらえみ（我闘雲舞）と米山香織が保持するJWP認定タッグ王座＆デイリースポーツ認定女子タッグ王座に勝愛実と組んで挑戦。王座奪取ならず。
- 8月19日、後楽園ホール大会で今度はコマンド・ボリショイと組んでタッグ2冠王座に挑み、王座奪取に成功。復帰後初タイトルとなる。
- 11月9日、新宿FACEでの「まこかなプロ」（WNC主催）でAtoZの1年先輩に当たる華名とタッグマッチながら初対戦。
- 11月11日、東京キネマ倶楽部大会でJWP認定無差別級王座挑戦者決定トーナメントを制し、12月24日後楽園大会でさくらえみが持つ王座への挑戦権を獲得。
- 12月6日、引退のためこれが最後のJWP参戦となった輝優優の相手となる。
- 12月24日、後楽園ホール大会でさくらえみが持つJWP認定無差別級王座に挑戦し、王座奪取に成功[2]。ジュニア王座経験者の無差別王者は史上6人目であり、タッグと合わせて3冠となった。

2013年
- 1月6日、板橋グリーンホール大会で春倉に敗れタッグ王座失冠。
- 2月17日、淀川区民センター大会で春山香代子相手に無差別級王座初防衛。相手のパワーに苦しみ、「やりたくなかった」膝攻めでフォールを奪い、悔し涙の防衛となった。
- 2月23日、復帰後初のアイスリボンでかつてJWPジュニアを争った希月あおいとタッグ。
- 3月10日、かつての師匠堀田祐美子とタッグで対戦（パートナーはラビット美兎、堀田のパートナーは青野敬子）し、暴走ファイトに苦しめられて敗戦。試合後、後楽園大会で堀田の無差別挑戦を受けることを決めた。
- 3月27日、復帰後初のプロレスリングWAVE参戦。中島&華名VSGAMI&栗原あゆみの元AtoZによるタッグマッチとなったこの試合は「メジャージョシWAVE」と銘打たれた。
- 4月14日、後楽園大会にて堀田祐美子とのエニフェアフォールルールで勝利。2度目の防衛。
- 7月28日、名古屋クラブダイアモンドホール大会でコマンド・ボリショイとそれぞれが持つシングルタイトルをかけて対戦し勝利、JWP無差別3度目の防衛とともにCMLL-REINAインターナショナル王座も奪取し2冠王者となる[3]。
- 8月18日、後楽園大会で華名を相手にJWP認定無差別級王座の防衛戦を行うが、王座陥落。
- 9月29日、WNCラゾーナ川崎プラザソル大会メインで真琴とのシングルで対戦するが、肩を脱臼し無効試合になり欠場を余儀なくされる[4]。CMLL-REINAインターナショナル王座も返上。
- 10月18日、ディアナ川崎大会での堀田祐美子&マスク・ド・サン（パートナーは井上京子）戦で復帰。しかし試合途中で京子を裏切り堀田暴走軍に寝返る。
- 11月4日、スターダム後楽園大会に来場。ワールド・オブ・スターダム王者紫雷イオに対戦を申し込み、自身のJWP王座奪還を条件にダブルタイトル戦を行うことで合意。
- 12月15日、後楽園大会でオフィス華名移籍もかかった華名とのリマッチを制し、JWP無差別級王座奪還を果たす[5]。
- 12月29日、スターダム後楽園大会で紫雷イオとダブルタイトル戦。引き分け。

2014年
- 「JWPタッグリーグ・ザ・ベスト2014」に華名とエントリーするが、案の定公式戦の度に仲間割れが起こりブロックリーグ敗退。
- カナプロマニアには定期参戦していてデスマッチなども経験するほか志田光とのシングルマッチも行う。
- 12月28日、アイスリボン後楽園大会にて藤本つかさの持つICE×∞王座に挑戦、夜のJWP後楽園大会では藤本が自身のJWP無差別級王座に挑戦という、昼夜タイトルマッチ2連戦を敢行。結果は両選手がそれぞれ自身の持つベルトを防衛する結果に終わった。

2015年
- 「JWPタッグリーグ・ザ・ベスト2015」には中森華子とエントリーするが、中森の負傷欠場により途中棄権。
- 4月5日、後楽園大会で春山香代子を相手にJWP認定無差別級王座の防衛戦を行うが、王座陥落。1年4か月に及んだ長期政権に終わりを告げた。
- 6月24日、アイスリボン後楽園大会にて藤本つかさとのタッグ、「ベストフレンズ」が始動。

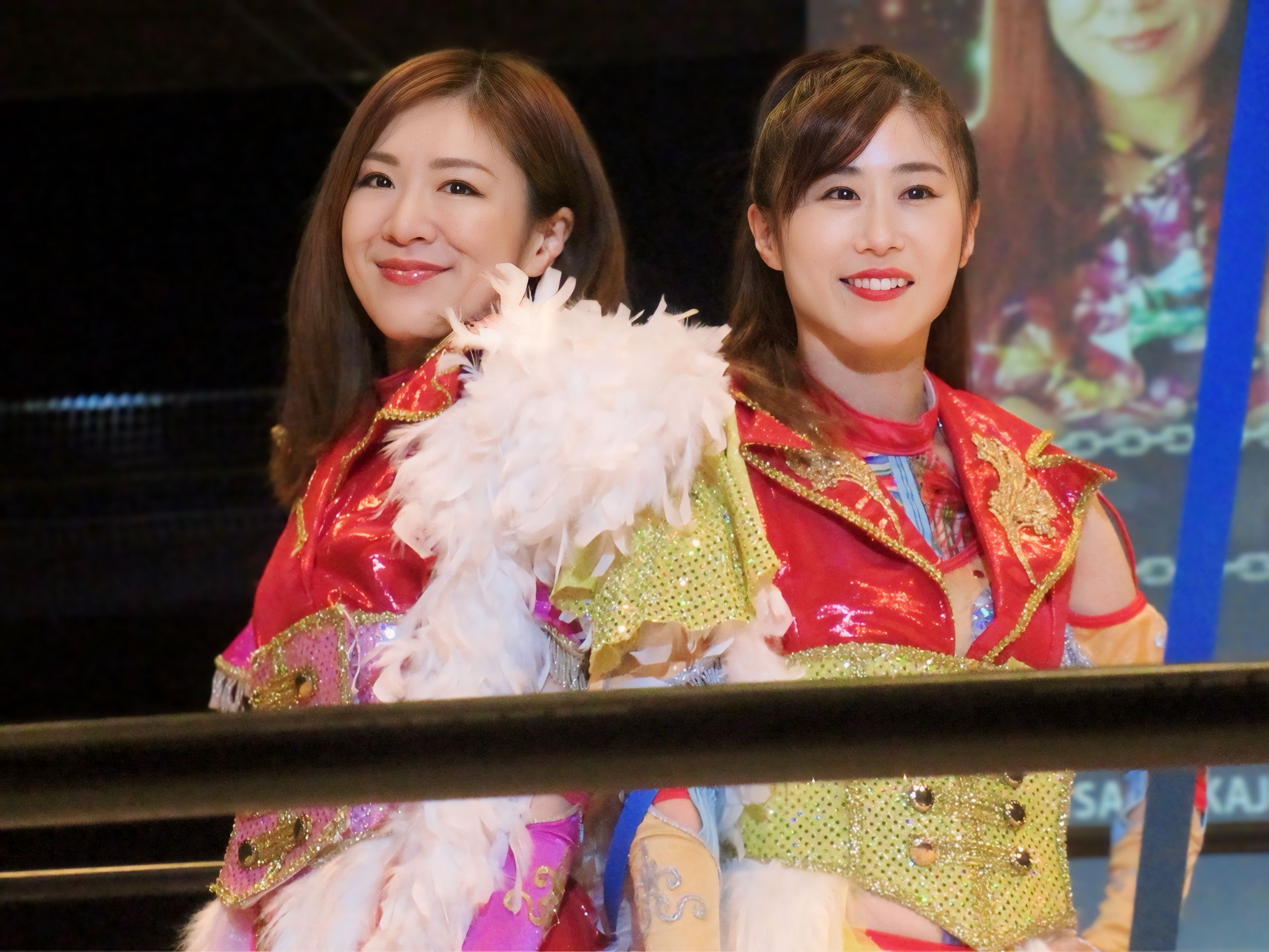
ベストフレンズ

- 12月27日、JWP後楽園大会にて正危軍加入を表明。

2016年
- 2月21日、JWPラゾーナ川崎大会にて、JWP無差別級王座を保持しながらもJWPの選手との王座戦を拒否していた尾崎魔弓に「正危軍同士の対戦」という事で王座戦を取り付ける。
- 3月20日、OZアカデミー後楽園ホール大会にて正危軍を裏切り脱退。
- 4月3日、尾崎魔弓とのJWP無差別級王座戦に勝利しベルトを奪還。
- 12月28日、JWP後楽園ホール大会をもってフリー転向のため退団。

2017年
- 1月26日、念願だった高橋奈七永戦後にSEAdLINNNGに入団。
- 8月24日、後楽園ホール大会で藤本つかさとのタッグで、水波綾、大畠美咲のタッグと対決。試合中、大畠に中島は塩を、藤本はコショウをかけた[6]。

2019年
- 9月18日、後楽園ホール大会で中島が彩羽匠を破りBEYOND THE SEA SINGLE王座を獲得。試合後、中島が高橋奈七永を挑発し、シングルマッチの流れとなり、高橋が「髪を懸けろ」と要求。中島は断固拒否の構えを見せていたが、9月23日川口での直接対決（6人タッグマッチ）で高橋が中島から直接フォール勝ちし、再度、髪切りを要求したことを受けて中島も受諾。11月2日のカルッツかわさき大会でのシングルマッチは「敗者髪切りデスマッチ」で決行される事になった。さらに10月6日新宿大会で中島が笹村あやめを相手に王座防衛に成功。この結果を受けてBEYOND THE SEA SINGLE王座も懸けられることになった[7]。
- 11月2日、カルッツかわさき大会にて高橋奈七永とBEYOND THE SEA SINGLE王座戦および「髪切りマッチ」を行い勝利、高橋が坊主となった。

2022年
- 4月15日、『後楽園ホール60周年還暦祭』にタッグマッチで出場[8]。藤本つかさと組み、岡優里佳＆宝山愛組に勝利。
- 12月28日、後楽園ホール大会で松本浩代を破り、第9代のBEYOND THE SEA SINGLE王座に戴冠[9]。

2024年
- 1月11日、新木場大会で試合後に救急搬送される。
- 4月21日、後楽園ホール大会で復帰戦を行う、試合後には8月23日の後楽園ホール大会で引退を発表。
- 8月23日、SEAdLINNG9周年興行にて引退。当日は2試合に出場。4月にデビューしたばかりの光芽ミリアをパートナーに自身のルーツであるAtoZ時代の師、堀田祐美子＆下田美馬と戦い、引退試合は最後のベストフレンズとなる藤本つかさとのタッグで松本浩代 & 中森華子 と対戦し敗れる。

## 得意技
ドラゴン・スープレックス・ホールド
現在の主なフィニッシャー。
D×D（ディー・バイ・ディー）
変形ハーフネルソン・スープレックス・ホールド。ここ一番での奥の手。技名はブログなどで公募をして決まった。
キューティースペシャル
カウンターの変形ブロック・バスター・ホールド。技名が示す通り、オリジナルはJWPの大先輩であるキューティー鈴木。
ジャーマン・スープレックス・ホールド
ダルマ式ジャーマン・スープレックス・ホールド
ダイビング・フット・スタンプ
ムーンサルトプレス
SEAdLINNNG移籍後の新たなフィニッシャー。

## タイトル歴
JWP女子プロレス
- 第21代、第23代、第27代、第29代JWP認定無差別級王座
- 第40代JWP認定タッグ王座（パートナーはコマンド・ボリショイ）
- 第13代&第3代、第15代&第5代JWP認定ジュニア&POP王座

PURE-J女子プロレス
- 第13代デイリースポーツ認定女子タッグ王座（パートナーはコマンド・ボリショイ）

REINA女子プロレス
- 第5代CMLL-REINAインターナショナル王座

アイスリボン
- 第37代インターナショナルリボンタッグ王座（パートナーは藤本つかさ）

SEAdLINNNG
- 第3代、第7代、第9代BEYOND THE SEA SINGLE王座
- 第2代、第3代、第6代、第8代BEYOND THE SEA TAG TEAM王座（パートナーは笹村あやめ→沙恵→藤本つかさ→高橋奈七永）

## 入場テーマ曲
- Show Me Heaven（Saint Feat Suzanna Dee）
- 1CHANCE

## 著書
- 中島安里紗のこれが私の戦い方（ザメディアジョン）（2014年3月31日）